# Saksa
Saksa – wieś w Estonii, prowincji Rapla, w gminie Kehtna.